# Campionato sudamericano femminile di pallacanestro 1984
Il 19º Campionato dell'America Meridionale Femminile di Pallacanestro (noto anche come FIBA South American Championship for Women 1984) si è svolto dal 5 al 13 ottobre 1984 a Cúcuta, in Colombia. Il torneo è stato vinto dalla nazionale colombiana.

## Squadre partecipanti
- Argentina
- Brasile
- Colombia
- Cile
- Paraguay
- Perù
- Uruguay
- Venezuela

## Classifica finale
| Pos | Squadra   | V-P |
| --- | --------- | --- |
|     | Colombia  | 7-0 |
|     | Brasile   | 6-1 |
|     | Perù      | 5-2 |
| 4   | Argentina | 4-3 |
| 5   | Paraguay  | 3-4 |
| 6   | Cile      | 2-5 |
| 7   | Venezuela | 1-6 |
| 8   | Uruguay   | 0-7 |